# Ischyromene eatoni
Ischyromene eatoni är en kräftdjursart som först beskrevs av Edward John Miers 1875.
Ischyromene eatoni ingår i släktet Ischyromene och familjen klotkräftor. Inga underarter finns listade i Catalogue of Life.

## Bildgalleri

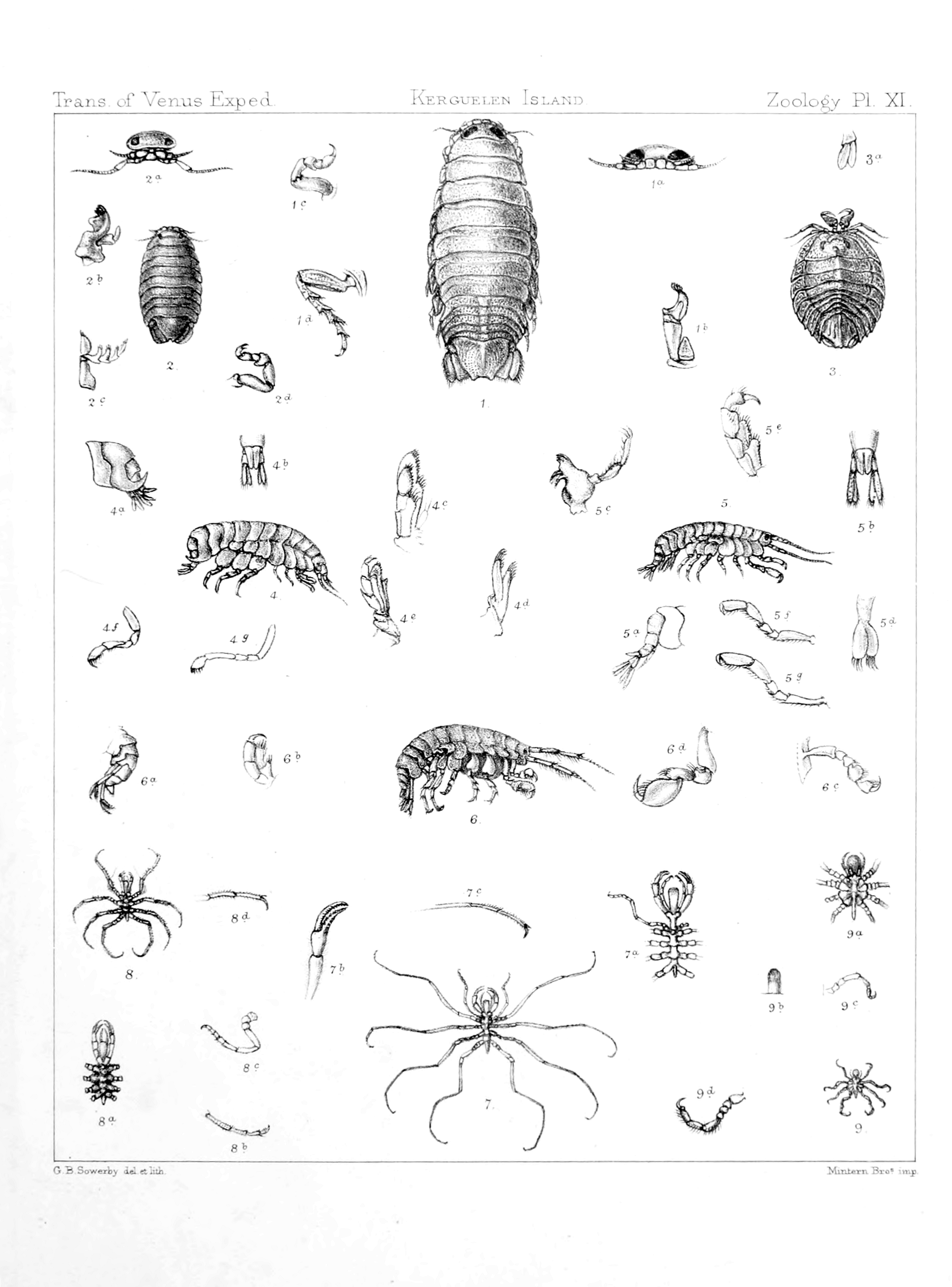